# Sotará
El volcà Sotará, també conegut com a Cerro Azafatudo, és un estratovolcà que es troba al departament del Cauca, Colòmbia, a uns 25 km al sud-est de Popayán. El seu cim s'eleva fins als 4.400 msnm. Les tres calderes que té el volcà fan que el cim tinguin una forma irregular. No hi ha registre històric d'erupcions del volcà, tot i que presenta fumaroles i activitat.